# Château d'Onet-le-Château
Le château d'Onet-le-Château a été bâti sur la commune d'Onet-le-Château en 1518-1519 pour les chanoines de Rodez, qui s’en servaient de résidence d'été, tout en gardant une vue sur la cathédrale Notre-Dame de Rodez.

## Localisation
Le château se situe à 540 m d'altitude en avant du village avec une vue dégagée vers Rodez au sud.

## Historique
Son histoire remonte aux années 1200 : une légende raconte qu'au moment de sa construction, une force obscure démolissait durant la nuit ce qui avait été construit le jour. Cette légende prit fin lors d'un mystérieux incendie qui embrasa le chantier. Les frères Girma, présumés incendiaires, périrent brûlés sur la place de l'Olmet à Rodez.
Onet fut donné à l'abbaye de Bonnecombe par B. Enjalbert. Puis échangé, par les moines de Bonnecombe, en 1292, contre des terres appartenant au chapitre de la cathédrale.
En 1360, les dominicains de Rodez récupérèrent une partie de ces biens.
L'édifice actuel fut reconstruit en 1518-1519 sur les vestiges de l'ancien château. Il servit de résidence d'été et de refuge durant les épidémies aux chanoines du chapitre de la cathédrale.
Saisi sous la Révolution française, son mobilier fut divisé en 36 lots, puis vendu à 22 personnes pour 1 328 livres, le 17 décembre 1792. Le château fut vendu à son tour aux enchères le 5 messidor an IV (23 juin 1796), à Léonard Chivaille (vérificateur) et Antoine Chabbert (receveur de l'enregistrement), deux Ruthénois, pour la somme modique de 1 800 livres[réf. souhaitée].
Un devis datant de 1810, indique que le château appartient désormais à la commune d'Onet-le-Château.

## Architecture
L'édifice est composé de trois ailes : le logis au sud, la chapelle à l'est et une aile ruinée au nord, fermées par une courtine à l'ouest vers le village. Le plan d'ensemble de l'édifice, avec trois tours d'angle en plus de la tour carrée, est celui d’un château-fort. Le portail, au centre de la courtine, est surmonté d'une bretèche et flanqué de tourelles percées de canonnières qui situent le portail, comme l'ensemble de l'édifice aux alentours de 1500, et les longues archères percées sur ses tourelles ne sont qu'ostentatoires.
La chapelle - devenue église paroissiale - et le logis relèvent tantôt du gothique flamboyant, tantôt dans les innovations architecturales du XVIe siècle. Ce dernier est flanqué d'un pavillon à demi hors-œuvre qui abrite l'escalier[réf. souhaitée]. Le château et la chapelle sont inscrits aux Monuments hiroriques depuis 1977.

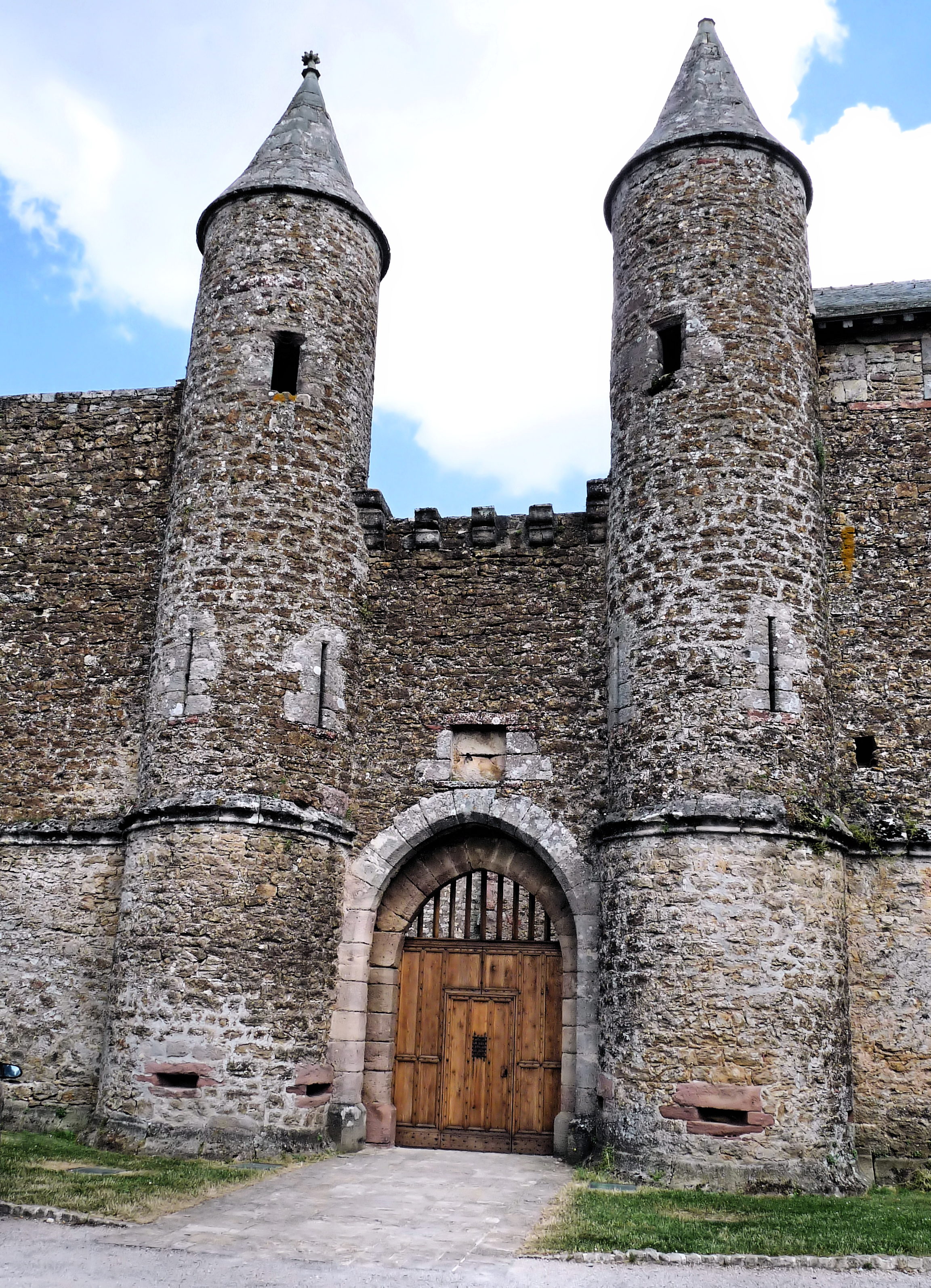
Entrée du château.
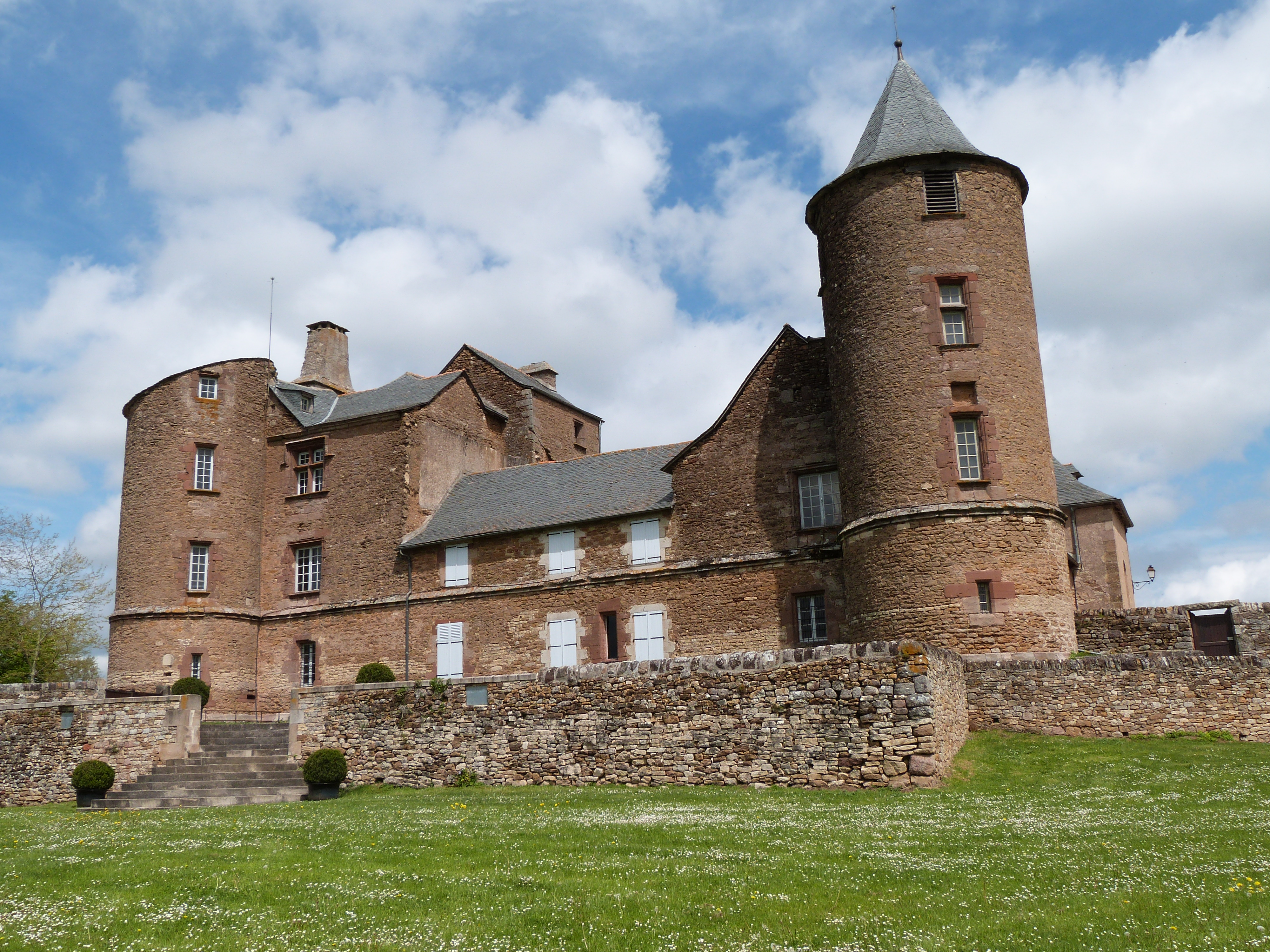
Façade côté cour
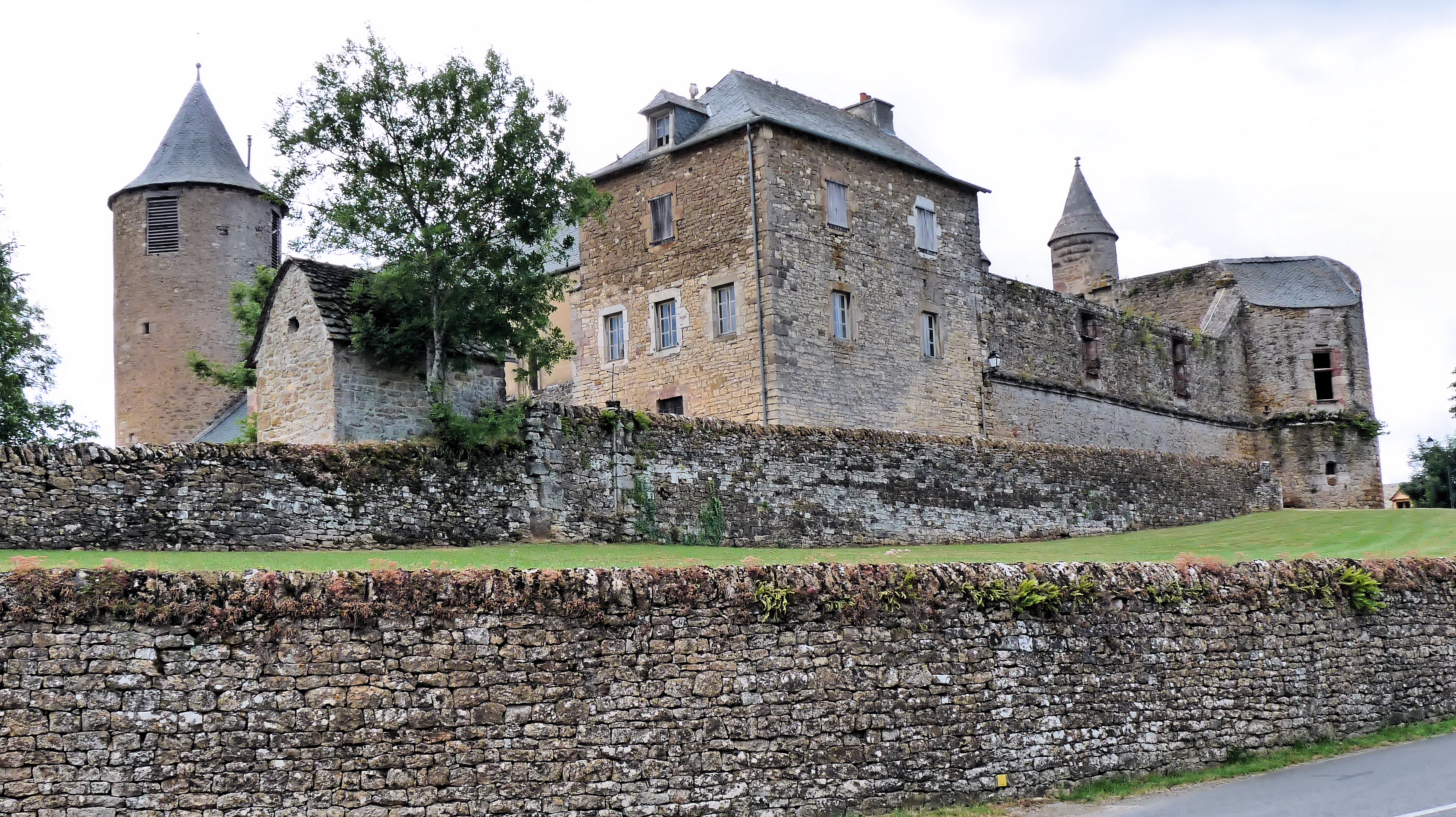
Façade côté route

## Mobilier
Le logis compte deux pièces au rez-de-chaussée et au premier étage, auxquelles il faut ajouter la travée méridionale de l'église qui semble faire partie intégrante de la distribution du logis. La chapelle compte trois travées. Reliés par une distribution commune, le logis et la chapelle présentent des élévations au traitement semblable et un décor sculpté très proche. Il s'agissait des espaces les plus soignés de l'édifice, ceux réservée à l'exercice du culte et ceux ostentatoires des appartements d'un ou de deux chanoines. On peut imaginer dans l'aile nord, en ruine, les réserves et la cuisine au rez-de-chaussée et d'autres espaces d'habitation et de restauration à l'étage[réf. souhaitée]. Il subsiste de grandes cheminées dans les étages, et un puits dans la basse-cour.
La chapelle possède un objet classé : le bénitier formé de deux chapiteaux de marbre blanc datant de l'époque gallo-romaine, placés l'un sur l'autre, l'inférieur haut de 65cm, et le supérieur haut de 45 cm et creusé.